# منتخب هولندا لكرة السلة للسيدات
منتخب هولندا الوطني لكرة السلة للسيدات  هو ممثل هولندا الرسمي في المنافسات الدولية في كرة السلة .